# Liste der Landschaftsschutzgebiete im Landkreis St. Wendel
Die Liste der Landschaftsschutzgebiete im Landkreis St. Wendel enthält die Landschaftsschutzgebiete des Landkreises St. Wendel im Saarland.
| Bild                                     | Nummer    | Bezeichnung des Gebietes                                                     | Fläche in Hektar | WDPA-ID | Koordinaten | Gemeinde(n)/Landkreis | Datum der Verordnung | Fundstelle |
| ---------------------------------------- | --------- | ---------------------------------------------------------------------------- | ---------------- | ------- | ----------- | --------------------- | -------------------- | ---------- |
|                                          | L 2.01.01 | Landschaftsschutzgebiet im Landkreis St. Wendel - in der Gemeinde Nonnweiler | 1249             | 390221  | Position    | Nonnweiler            | 12. August 1976      | Verordnung |
|                                          | L 2.01.02 | Landschaftsschutzgebiet im Landkreis St. Wendel - in der Gemeinde Nonnweiler | 221              | 390222  | Position    | Nonnweiler            | 12. August 1976      | Verordnung |
|                                          | L 2.01.03 | Landschaftsschutzgebiet im Landkreis St. Wendel - in der Gemeinde Nonnweiler | 1658             | 390223  | Position    | Nonnweiler            | 12. August 1976      | Verordnung |
|                                          | L 2.02.01 | Landschaftsschutzgebiet im Landkreis St. Wendel - in der Gemeinde Nohfelden  | 2710             | 390224  | Position    | Nohfelden             | 12. August 1976      | Verordnung |
|                                          | L 2.02.03 | Landschaftsschutzgebiet im Landkreis St. Wendel - in der Gemeinde Nohfelden  | 2095             | 390225  | Position    | Nohfelden             | 12. August 1976      | Verordnung |
|                                          | L 2.02.04 | Landschaftsschutzgebiet im Landkreis St. Wendel - in der Gemeinde Nohfelden  | 53               | 390226  | Position    | Nohfelden             | 12. August 1976      | Verordnung |
|                                          | L 2.03.03 | Landschaftsschutzgebiet im Landkreis St. Wendel - in der Gemeinde Oberthal   | 632              | 390227  | Position    | Oberthal              | 12. August 1976      | Verordnung |
|                                          | L 2.03.11 | Landschaftsschutzgebiet im Landkreis St. Wendel - in der Gemeinde Oberthal   | 75               | 390228  | Position    | Oberthal              | 12. August 1976      | Verordnung |
|                                          | L 2.04.04 | Landschaftsschutzgebiet im Landkreis St. Wendel - in der Gemeinde Namborn    | 250              | 390229  | Position    | Namborn               | 12. August 1976      | Verordnung |
|                                          | L 2.04.05 | Landschaftsschutzgebiet im Landkreis St. Wendel - in der Gemeinde Namborn    | 50               | 390230  | Position    | Namborn               | 12. August 1976      | Verordnung |
|                                          | L 2.04.11 | Landschaftsschutzgebiet im Landkreis St. Wendel - in der Gemeinde Namborn    | 140              | 390231  | Position    | Namborn               | 12. August 1976      | Verordnung |
|                                          | L 2.05.06 | Landschaftsschutzgebiet im Landkreis St. Wendel - in der Gemeinde Freisen    | 1147             | 390232  | Position    | Freisen               | 12. August 1976      | Verordnung |
|                                          | L 2.05.15 | Landschaftsschutzgebiet im Landkreis St. Wendel - in der Gemeinde Freisen    | 275              | 390233  | Position    | Freisen               | 12. August 1976      | Verordnung |
| Winter im Landschaftsschutzgebiet Tholey | L 2.06.03 | Landschaftsschutzgebiet im Landkreis St. Wendel - in der Gemeinde Tholey     | 1769             | 390234  | Position    | Tholey                | 12. August 1976      | Verordnung |
|                                          | L 2.06.07 | Landschaftsschutzgebiet im Landkreis St. Wendel - in der Gemeinde Tholey     | 168              | 390235  | Position    | Tholey                | 12. August 1976      | Verordnung |
|                                          | L 2.06.08 | Landschaftsschutzgebiet im Landkreis St. Wendel - in der Gemeinde Tholey     | 691              | 390236  | Position    | Tholey                | 12. August 1976      | Verordnung |
|                                          | L 2.06.10 | Landschaftsschutzgebiet im Landkreis St. Wendel - in der Gemeinde Tholey     | 23               | 390237  | Position    | Tholey                | 12. August 1976      | Verordnung |
|                                          | L 2.07.09 | Landschaftsschutzgebiet im Landkreis St. Wendel - in der Gemeinde Marpingen  | 575              | 390238  | Position    | Marpingen             | 12. August 1976      | Verordnung |
|                                          | L 2.07.10 | Landschaftsschutzgebiet im Landkreis St. Wendel - in der Gemeinde Marpingen  | 239              | 390239  | Position    | Marpingen             | 12. August 1976      | Verordnung |
|                                          | L 2.07.12 | Landschaftsschutzgebiet im Landkreis St. Wendel - in der Gemeinde Marpingen  | 89               | 390240  | Position    | Marpingen             | 12. August 1976      | Verordnung |
|                                          | L 2.08.10 | Landschaftsschutzgebiet im Landkreis St. Wendel - in der Stadt St. Wendel    | 278              | 390241  | Position    | St. Wendel            | 12. August 1976      | Verordnung |
|                                          | L 2.08.11 | Landschaftsschutzgebiet im Landkreis St. Wendel - in der Stadt St. Wendel    | 162              | 390242  | Position    | St. Wendel            | 12. August 1976      | Verordnung |
|                                          | L 2.08.12 | Landschaftsschutzgebiet im Landkreis St. Wendel - in der Stadt St. Wendel    | 629              | 390243  | Position    | St. Wendel            | 12. August 1976      | Verordnung |
|                                          | L 2.08.13 | Landschaftsschutzgebiet im Landkreis St. Wendel - in der Stadt St. Wendel    | 277              | 390244  | Position    | St. Wendel            | 12. August 1976      | Verordnung |
|                                          | L 2.08.14 | Landschaftsschutzgebiet im Landkreis St. Wendel - in der Stadt St. Wendel    | 34               | 390245  | Position    | St. Wendel            | 12. August 1976      | Verordnung |
|                                          | L 2.08.15 | Landschaftsschutzgebiet im Landkreis St. Wendel - in der Stadt St. Wendel    | 2139             | 390246  | Position    | St. Wendel            | 12. August 1976      | Verordnung |
|                                          | L 2.08.16 | Landschaftsschutzgebiet im Landkreis St. Wendel - in der Stadt St. Wendel    | 267              | 390247  | Position    | St. Wendel            | 12. August 1976      | Verordnung |
|                                          | L 2.08.17 | Landschaftsschutzgebiet im Landkreis St. Wendel - in der Stadt St. Wendel    | 304              | 390248  | Position    | St. Wendel            | 12. August 1976      | Verordnung |

Anmerkung
1. ↑  Die Koordinaten entsprechen dem Mittelpunkt eines Rechtecks, das die Grenzen des Landschaftsschutzgebietes einrahmt. Aufgrund der Form eines Areals können sie auch außerhalb des eigentlichen Gebietes liegen. Die Tabellenspalte WDPA-ID gibt die genauen Grenzen an.